# 김선우 (1918년)
김선우(金善佑, 1918년 ~ 1954년 4월 5일)는 일제강점기의 사회주의 운동가이며 한국 전쟁 중에는 유격전 지휘관이었다.

## 생애
전라남도 보성군에서 출생하여 공무원으로 일하다가 사회주의 노동 운동에 뛰어들었다. 일제 강점기 동안 김선우의 지하 활동이 어떤 것이었는지는 정확히 알려지지 않았다.
태평양 전쟁 종전과 함께 미군정이 시작되자 전남 지역에서 유격대 활동을 벌였다. 1946년 경부터 입산해 전남 지역 유격전을 이끌었던 구빨치 출신이다. 한국 전쟁 발발 후 조선인민군이 낙동강 전선 이남을 제외하고 대한민국 지역을 모두 점령하였을 때 조선로동당의 전남도당이 결성되자 여기에 참가했다. 한때 도책을 맡기도 했으나 모스크바 유학파인 박영발이 내려온 뒤로는 전남도당 부위원장으로 이동했다.
1952년에는 제5지구당 부위원장이 된 박영발 대신 다시 전남도당 위원장에 오르는 등 도책과 부책을 오갔으나, 군사 작전은 주로 오랜 유격대 지휘 경험이 있는 김선우가 담당하여 유격대원들에게는 "사령관님"으로 불렸다. 생존자의 증언에서는 원칙주의자인 박영발에 비해 유연한 인물이었던 것으로 묘사되는 경우가 많다.
이현상과 박영발이 모두 사망한 뒤에도 남은 유격대를 이끌고 백아산에서 활동을 계속하다가, 광양군 백운산으로 아지트를 옮겼다. 1954년 4월 5일에 토벌대의 포위 공격 속에 사살되었다. 이보다 한 달가량 전인 2월 27일에 수류탄으로 자살했다는 증언도 있으나, 4월 5일 사살설을 주장하는 증언이 다수이다. 이날 김선우를 사살한 토벌대 지휘관은 예우를 갖추어 사망 장소와 가까운 능선에 시신을 매장하도록 해주었다.
마지막 교전이 벌어진 장소는 전남 광양군 다압면의 내회골이라는 골짜기였다. 이때 설치된 김선우의 가묘는 1988년에 유가족이 보성군 웅치면의 생가 뒷산으로 이장했다.

## 참고 문헌
- 주대환 (2007년 4월 9일). ““한 마디만, 애정 어린 북한 비판 해주시오” - [마음의 고향을 찾아] 순천서 만난 늙은 '소년 빨치산들'”. 레디앙. 2008년 6월 25일에 확인함.[깨진 링크(과거 내용 찾기)]
- 김영택 (2003년 12월). “한국 전쟁기 남한 내 적색 빨치산의 재건과 소멸 (1950.10.5-1954.4.5)”. 《한국근현대사연구》 (제27집): 131쪽.